# 陪臣執國命
陪臣執國命是一種春秋時期宗法制度式微後權力下放、大權旁落的政治型態，即「大夫專諸侯」而「家臣專大夫」，指卿大夫的家臣（陪臣）在卿大夫專權的體制下蠶食卿大夫的領地逐漸架空卿大夫，從而控制了從天子、諸侯以下的整個政治體系，以最底層的出身地位架空了整個統治階級並實際掌握大權統治整個國家的現象。

## 背景
該說法出自《論語季氏第十六·第二章》，時逢東周時期禮崩樂壞致使「下剋上」的風氣盛行，從而「王纲纽解，威权下移」導致諸侯架空天子、卿大夫架空諸侯、卿大夫的家臣架空卿大夫的情況屢見不鮮。

## 案例

### 中國

#### 春秋時期
孔子批評季孫氏家宰陽虎於魯定公五年（前505年）季孫意如死後篡奪季孫氏的權力乃至取代三桓架空魯國國君實際控制全國國政的事件，認為「天下有道，則禮樂征伐自天子出；天下無道，則禮樂征伐自諸侯出。自諸侯出，蓋十世希不失矣；自大夫出，五世希不失矣；陪臣執國命，三世希不失矣。天下有道，則政不在大夫。天下有道，則庶人不議。」在魯國除了陽虎之外，南蒯、豎牛、侯犯、公孫宿與公斂處父等人也有相同的篡權行為。

### 日本

#### 鎌倉時代
1185年，源賴朝舉兵討伐、消滅架空日本朝廷的平氏政權後建立新的武家政權是為鎌倉幕府，源賴朝以征夷大將軍的身份實際支配並統治著整個日本。1199年源賴朝死後，外戚北條氏在北條時政、北條義時父子領導下逐漸掌握实权，并廢殺源賴家、控制源實朝，將幕府將軍變成傀儡，以執權的身份事實上統治日本，行「陪臣執國命」之故事。至承久之亂以後，北條氏甚至給朝廷安了謀反的罪名放逐了含後鳥羽上皇在內的三位前後任天皇。1285年，北條氏得宗家的家臣内管領平賴綱藉由霜月騷動肅清政敵開啟內管領專權的時代，至北條高時時期的北條氏已完全被擔任內管領的長崎圓喜、長崎高資父子控制。

#### 室町時代
應仁之亂以後室町幕府威信盡失，大權旁落於管領細川京兆家，日本從此進入戰國時代。明應之變後的細川政權和三好政權乃至三好氏的家臣松永久秀等掌權者更是將幕府將軍視作傀儡任其廢立、弒殺。